# هانتسفيل (تكساس)
هانتسفيل (بالإنجليزية: Huntsville)‏ هي مدينة أمريكية تقع في ولاية تكساس.ويبلغ عدد سكانها 38548 نسمة حسب إحصاء سنة 2010 م. تشير إحصاءات سنة 2000م بأن الكثافة السكانية في هذه المدينة تقدر بـ(415) نسمة/كم2.

## التركيبة السكانية
حدّد مكتب تعداد الولايات المتحدة بيانات التركيبة السكانية لهانتسفيل في تعداد الولايات المتحدة. في ما يلي، التركيبة السكانية حسب تعدادي 2000 و2010.

### تعداد عام 2000
بلغ عدد سكان هانتسفيل 35,078 نسمة بحسب تعداد عام 2000، وبلغ عدد الأسر 10,266 أسرة وعدد العائلات 5,474 عائلة مقيمة في المدينة. في حين سجلت الكثافة السكانية 311.9 نسمة لكل كيلومتر مربع (807.8/ميل2). وبلغ عدد الوحدات السكنية 11,508 وحدة بمتوسط كثافة قدره 102.3 لكل كيلومتر مربع (265.0/ميل2).
وتوزع التركيب العرقي للمدينة بنسبة 65.78% من البيض و26.14% من الأمريكيين الأفارقة و0.33% من الأمريكيين الأصليين و1.11% من الأمريكيين ذوي الأصول الآسيوية و0.07% من سكان جزر المحيط الهادئ و4.91% من الأعراق الأخرى و1.65% من عرقين مختلطين أو أكثر و16.22% من الهسبانيون أو اللاتينيون من أي عرق.
بلغ عدد الأسر 10,266 أسرة كانت نسبة 28% منها لديها أطفال تحت سن الثامنة عشر تعيش معهم، وبلغت نسبة الأزواج القاطنين مع بعضهم البعض 37% من أصل المجموع الكلي للأسر، ونسبة 12.5% من الأسر كان لديها معيلات من الإناث دون وجود شريك، بينما كانت نسبة 3.8% من الأسر لديها معيلون من الذكور دون وجود شريكة وكانت نسبة 46.7% من غير العائلات. تألفت نسبة 30.8% من أصل جميع الأسر من عدة أفراد يعيشون في نفس المنزل ونسبة 7.5% كانت تتألف من شخص يعيش بمفرده يبلغ من العمر 65 عاماً أو أكثر. وبلغ متوسط حجم الأسرة المعيشية 2.31، أما متوسط حجم العائلات فبلغ 2.97.
بلغ العمر الوسطي للسكان 28.3 عاماً. وكانت نسبة 15% من القاطنين تحت سن الثامنة عشر، وكانت نسبة 17.1% بين الثامنة عشر والرابعة والعشرين عاماً، ونسبة 16.8% كانت واقعةً في الفئة العمرية ما بين الخامسة والعشرين والرابعة والأربعين عاماً، ونسبة 11.4% كانت ما بين الخامسة والأربعين والرابعة والستين، ونسبة 7.3% كانت ضمن فئة الخامسة والستين عاماً فما فوق. يوجد لكل 100 أنثى 95.2 ذكر، ويوجد لكل 100 أنثى في الثامنة عشر من عمرها فما فوق 92.5 ذكر.
بلغ متوسط دخل الأسرة في المدينة 27,075 دولارًا، أما متوسط دخل العائلة فبلغ 40,562 دولارًا. وكان متوسط دخل الذكور 27,386 دولارًا مقابل 22,908 دولارًا للإناث. وسجل دخل الفرد الخاص بالمدينة 13,576 دولارًا. وكانت نسبة 13.1% من العائلات ونسبة 23.9% من السكان تحت خط الفقر، وكان من هؤلاء نسبة 24% تحت سن الثامنة عشر ونسبة 14.7% في الخامسة والستين من العمر وما فوق.

### تعداد عام 2010
بلغ عدد سكان هانتسفيل 38,548 نسمة بحسب تعداد عام 2010، وبلغ عدد الأسر 11,791 أسرة وعدد العائلات 5,759 عائلة مقيمة في المدينة. في حين سجلت الكثافة السكانية 342.7 نسمة لكل كيلومتر مربع (887.6/ميل2). وبلغ عدد الوحدات السكنية 12,853 وحدة بمتوسط كثافة قدره 114.3 لكل كيلومتر مربع (296.0/ميل2).
وتوزع التركيب العرقي للمدينة بنسبة 62.65% من البيض و25.42% من الأمريكيين الأفارقة و0.42% من الأمريكيين الأصليين و1.36% من الأمريكيين ذوي الأصول الآسيوية و0.05% من سكان جزر المحيط الهادئ و7.94% من الأعراق الأخرى و2.16% من عرقين مختلطين أو أكثر و18.71% من الهسبانيون أو اللاتينيون من أي عرق.
بلغ عدد الأسر 11,791 أسرة كانت نسبة 24.5% منها لديها أطفال تحت سن الثامنة عشر تعيش معهم، وبلغت نسبة الأزواج القاطنين مع بعضهم البعض 31.4% من أصل المجموع الكلي للأسر، ونسبة 12.8% من الأسر كان لديها معيلات من الإناث دون وجود شريك، بينما كانت نسبة 4.7% من الأسر لديها معيلون من الذكور دون وجود شريكة وكانت نسبة 51.2% من غير العائلات. تألفت نسبة 31.9% من أصل جميع الأسر من عدة أفراد يعيشون في نفس المنزل ونسبة 7.2% كانت تتألف من شخص يعيش بمفرده يبلغ من العمر 65 عاماً أو أكثر. وبلغ متوسط حجم الأسرة المعيشية 2.32، أما متوسط حجم العائلات فبلغ 2.98.
بلغ العمر الوسطي للسكان 28.6 عاماً. وكانت نسبة 14% من القاطنين تحت سن الثامنة عشر، وكانت نسبة 29.3% بين الثامنة عشر والرابعة والعشرين عاماً، ونسبة 27.6% كانت واقعةً في الفئة العمرية ما بين الخامسة والعشرين والرابعة والأربعين عاماً، ونسبة 20.7% كانت ما بين الخامسة والأربعين والرابعة والستين، ونسبة 8.5% كانت ضمن فئة الخامسة والستين عاماً فما فوق. وتوزع التركيب الجنسي للسكان بنسبة 59.1% ذكور و40.9% إناث.

## أعلام
- فرانك غيتس
- إيرين كامينغز
- جيف كروس
- جورج فيتزهاغ
- غينارو رويز كاماتشو
- كارلا فاي تاكر
- دانيال لي كوروين
- تشارلز هاريلسون
- ستيف فورست
- روبرت أ. لوفيت